# 4 septembre en sport
4 août 4 octobre
Chronologies thématiques
- Croisades
- Ferroviaires
- Disney

Le 4 septembre est le 247e jour de l'année (248e en cas d'année bissextile) du calendrier grégorien.

## Événements

### XIXesiècle
- 1867 :
  - (Football) : des joueurs de cricket du Sheffield Wednesday Cricket Club (fondé en 1825) fondent le club anglais de football de Sheffield Wednesday[1].
- 1868 :
  - (Boxe) : Mike McCoole doit rencontrer l'ancien champion John C. Heenan près de St. Louis dans le Missouri, mais le combat est annulé. McCoole continue à revendiquer le Championnat américain[2].
- 1894 :
  - (Football) : fondation du club néerlandais du CV Veendam.
- 1899 :
  - (Stade) : inauguration du stade de Tottenham Hotspur, White Hart Lane, à l'occasion d'un match amical face à Notts County FC.

### XXesièclede1901à1950
- 1905 :
  - (Stade) : inauguration à Londres du stade de football de Stamford Bridge, ex-enceinte destinée à l'athlétisme et désormais antre du Chelsea Football Club.
- 1920 :
  - (Football) : à Hamilton, Hamilton Westinghouse et Winnipeg Brittanias font match nul 0-0 en finale aller de la coupe nationale canadienne (Connaught Cup).
- 1921 :
  - (Football) : au Brésil, le CR Flamengo est champion de l'État de Rio de Janeiro.
  - (Sport automobile) : Grand Prix automobile d'Italie.
- 1922 :
  - (Sport automobile) : Grand Prix automobile d'Italie.
- 1927 :
  - (Sport automobile) : Grand Prix automobile d'Italie à Monza.
- 1932 :
  - (Sport automobile) : Grand Prix automobile de Tchécoslovaquie.

### XXesièclede1951à2000
- 1960 :
  - (Football) : large victoire du Real Madrid sur le CA Peñarol 5-1 au Stade Santiago Bernabéu. Le Real Madrid remporte la première Coupe intercontinentale.
- 1966 :
  - (Formule 1) : Grand Prix automobile d'Italie.
- 1971 :
  - (Athlétisme) : Ilona Gusenbauer porte le record du monde féminin du saut en hauteur à 1,92 mètre.
- 1972 :
  - (Athlétisme) : Ulrike Meyfarth porte le record du monde féminin du saut en hauteur à 1,92 mètre.
  - (Jeux olympiques) : le nageur américain Mark Spitz gagne sa septième médaille d'or aux Jeux de Munich.
- 1985 :
  - (Athlétisme) : Igor Paklin porte le record du monde du saut en hauteur à 2,41 mètres.

### XXIesiècle
- 2005 :
  - (Formule 1) : Grand Prix automobile d'Italie.
  - (Hockey sur gazon) : l'Espagne remporte pour la première fois de son histoire le Championnat d'Europe grâce à sa victoire 4 buts à 2 en finale face aux Pays-Bas. L'équipe d'Allemagne prend la troisième place au détriment de la Belgique.
- 2015 :
  - (Aviron /Championnats du monde) : dans les épreuves masculines : en deux de pointe avec barreur, victoire des britanniques Nathaniel Reilly-O'Donnell, Matthew Tarrant et Henry Fieldman, dans le skiff poids légers, victoire du néo-zélandais Adam Ling, dans le quatre de couple poids légers, victoire des français Maxime Demontfaucon, Damien Piqueras, Pierre Houin et Morgan Maunoir, dans le deux de pointe poids légers, victoire des britanniques Joel Cassells et Sam Scrimgeour, dans le huit poids légers, victoire des allemands Tobias Schad, Simon Barr, Torben Neumann, Florian Roller, Tobias Franzmann, Stefan Wallat, Claas Mertens, Can Temel et Felix Heinemann, Dans les épreuves féminines : en quatre de pointe, victoire des américaines Kristina O'Brien, Grace Latz, Adrienne Martelli et Grace Luczak, en skiff poids légers, victoire de la néo-zélandaise Zoe McBride puis dans le quatre de couple poids légers, victoire des allemandes Katrin Thoma, Leonie Pieper, Lena Müller et Anja Noske. Dans les épreuves paralympiques : en ASM1x, victoire de l'australien Erik Horrie, en ASW1x, victoire de l'Israélien Moran Samuel, en TAMIX2X, victoire des australiens Gavin Bellis et Kathryn Ross et en LTAMIX4+, victoire des britanniques Grace Clough, Daniel Brown, Pamela Relph, James Fox et Oliver James.
  - (Cyclisme sur route /Tour d'Espagne) : le portugais Nélson Oliveira s'impose dans l'étape du jour et l'Italien Fabio Aru conserve le maillot rouge.
- 2016 :
  - (Compétition automobile) :
    - (Formule 1) : sur le circuit de Monza en Italie, victoire de l'allemand Nico Rosberg, il devance le britannique Lewis Hamilton, auteur d'un départ catastrophique. L'allemand Sebastian Vettel complète le podium tandis que le français Romain Grosjean termine à la porte des points (11e).
    - (Tourisme) : l'argentin José María López obtient sur le circuit de Motegi au Japon, son 3e titre de champion du monde des voitures de tourisme en trois ans.

  - (Cyclisme sur route /Tour d'Espagne) : sur la 15e étape du Tour d'Espagne 2016, victoire de l'italien Gianluca Brambilla et le colombien Nairo Quintana conserve le maillot de leader.
- 2018 :
  - (Cyclisme sur route /Tour d'Espagne) : sur la 10e étape du Tour d'Espagne qui relie Salamanque et Fermoselle, sur un parcours de 177 kilomètres, victoire de l'italien Elia Viviani. Le britannique Simon Yates conserve du maillot rouge.
- 2020 :
  - (Cyclisme sur route /Tour de France) : sur la 7e étape du Tour de France qui se déroule entre Millau et Lavaur, sur une distance de 168 kilomètres, victoire du belge Wout van Aert au sprint. Le britannique Adam Yates conserve le Maillot jaune pour 3 secondes d'avance.
- 2021 :
  - (Cyclisme sur route /Tour d'Espagne) : sur la 20e étape qui se déroule entre Sanxenxo et Mos, sur une distance de 202,2 km, victoire du français Clément Champoussin. Le slovène Primož Roglič conserve le maillot rouge.
  - (Volley-ball /Euro féminin) : en finale du championnat d'Europe féminin de volley-ball à Belgrade en Serbie, l'Italie renverse la Serbie 3-1 (24-26, 25-22, 25-19, 25-11)[3].
- 2024 :
  - (Cyclisme sur route /Tour d'Espagne) : sur la 17e étape du Tour d'Espagne qui se déroule entre Arnuero et Santander en Cantabrie, sur une distance de 143 km, victoire de l'Australien Kaden Groves au sprint et compatriote Ben O'Connor conserve le Maillot rouge pour 5 secondes.
  - (Jeux paralympiques d'été /Jeux de Paris) : 7e jour de compétition des Jeux paralympiques.

## Naissances

### XIXesiècle
- 1891 :
  - Fred Pagnam, footballeur anglais. (14 sélections en équipe nationale). († 1er mars 1962).

### XXesièclede1901à1950
- 1904 :
  - Sabin Carr, athlète de sauts américain. Champion olympique de la perche aux Jeux d'Amsterdam 1928. Détenteur du Record du monde du saut à la perche du 27 mai 1927 au 28 avril 1928. († 12 septembre 1983).
- 1906 :
  - Luis Marín Sabater, footballeur espagnol. († 21 décembre 1974).
- 1907 :
  - Henry Palmé, athlète de fond suédois. († 2 juin 1987).
- 1909 :
  - Reginald Fielding, cycliste sur route canadien. († 25 novembre 1983).
- 1915 :
  - Árpád Lengyel, nageur hongrois. Champion d'Europe en 1934 et médaillé de bronze du relais 4 × 200 mètres nage libre aux Jeux olympiques d'été de 1936. Médaillé de bronze du 100 mètres dos aux Championnats d'Europe de 1938. († 30 avril 1993).
- 1918 :
  - Bill Talbert, joueur de tennis américain. Vainqueur du tournoi de double de l'US National Championships en 1942, en 1945, en 1946 et en 1948. Vainqueur du tournoi de double des Internationaux de France en 1950. Il a également remporté l'US National Championships en double mixte en 1943, 1944, 1945 et 1946. († 28 février 1999).
- 1919 :
  - Émile Bouchard, hockeyeur sur glace canadien. († 14 avril 2012).
- 1920 :
  - Clemar Bucci, pilote de courses automobile argentin. († 12 janvier 2011).
- 1923 :
  - Erik Ahldén, athlète de fond suédois. († 6 juillet 2013).
- 1926 :
  - Bert Olmstead, hockeyeur sur glace puis entraîneur canadien. († 16 novembre 2015).
- 1927 :
  - Mokhtar Ben Nacef, footballeur puis entraîneur tunisien. Finaliste de la Coupe d'Afrique des nations de football 1965. († 24 août 2006).
  - Richard Stearns, skipper américain. Médaillé d'argent en Star aux Jeux olympiques de Tokyo en 1964. († 25 janvier 2022).
- 1928 :
  - Dominique Colonna, footballeur puis entraîneur français. (13 sélections en équipe de France). Sélectionneur de l'Équipe du Cameroun de 1963 à 1965. († 12 septembre 2023).
- 1930 :
  - Don Ackerman, joueur de basket-ball américain. († 9 juillet 2011).
- 1931 :
  - Antoine Bonifaci, footballeur français. (12 sélections en équipe de France). († 29 décembre 2021).
  - Jan Klaassens, footballeur néerlandais. (57 sélections en équipe nationale). († 12 février 1983).
  - Jozef Schils, cycliste sur route belge. († 3 mars 2007).
- 1932 :
  - Pierre Ruby, cycliste sur route français. († 27 mai 2023).
- 1933 :
  - Bill Moss, pilote automobile anglais. († 13 janvier 2010).
- 1934 :
  - Tony Book, footballeur puis entraîneur anglais. Vainqueur de la coupe d'Europe des vainqueurs de coupe 1970. († 14 janvier 2025).
  - Philippe Candau, athlète de haies français.
  - Jacques Champion, cycliste sur route français. († 21 août 1990).
  - James Howden, rameur d'aviron australien. Médaillé de bronze du huit aux Jeux olympiques de 1956 à Melbourne. († 10 octobre 1993).
  - Antoine Redin, footballeur puis entraîneur français. († 27 août 2012).
- 1936 :
  - Gilbert Bailliu, footballeur belge. († 2 avril 2023).
  - Jean Clausse, athlète de demi-fond français. († 17 février 2020).
  - Federico Sacchi, footballeur argentin. (15 sélections en équipe nationale).  († 7 novembre 2023).
- 1937 :
  - Les Allen, footballeur puis entraîneur anglais. Vainqueur de la coupe d'Europe des vainqueurs de coupe 1963.
  - Malcolm Clive Spence, athlète de sprint sud-africain. Médaillé de bronze du relais 4 × 400 mètres aux Jeux olympiques d'été de 1960. († 30 décembre 2010).
- 1938 :
  - Albert Sejnera, footballeur français. († 16 janvier 2024).
  - Rolf Wüthrich, footballeur suisse. (13 sélections en équipe nationale). († 15 juin juin 2004).
- 1939 :
  - Mario Casoni, pilote de courses automobile italien.
- 1940 :
  - Wilfried Kindermann, athlète de sprint allemand. Champion d'Europe du relais 4 × 400 mètres en 1962.
- 1941 :
  - Aleksandar Shalamanov, skieur, footballeur puis entraîneur bulgare. (42 sélections en équipe nationale). († 25 octobre 2021).
- 1942 :
  - Raymond Floyd, golfeur américain. Vainqueur des US PGA 1969 et 1982 du Masters 1976 puis de l'US Open 1986, des Ryder Cup 1975, 1977, 1981, 1983, 1991 et 1993.
- 1943 :
  - Giuseppe Gentile, athlète de sauts italien. Médaillé de bronze du triple saut aux Jeux de Mexico 1968. détenteur du Record du monde du triple saut du 16 octobre 1968 au 17 octobre 1968.
  - Ljubomir Mihajlović, footballeur puis entraîneur yougoslave puis serbe. (6 sélections avec l'équipe de Yougoslavie).
  - Hans-Peter Rohr, skieur alpin suisse.
- 1946 :
  - Djilali Selmi, footballeur algérien. (16 sélections en équipe nationale).
  - Harry Vos, footballeur néerlandais. Vainqueur de la coupe UEFA 1974. († 19 mai 2010).
- 1948 :
  - Heribert Bruchhagen, footballeur allemand.
  - James Henry, plongeur américain. Médaillé de bronze sur le tremplin à 3 mètres aux Jeux de Mexico 1968.
- 1949 :
  - Christian Blanc, pilote automobile suisse. († 2 septembre 1997).
  - Daniel Leclercq, footballeur puis entraîneur français. († 22 novembre 2019).
  - Tom Watson, golfeur américain. Vainqueur des Open britannique 1975, 1977, 1980, 1982 et 1983, des Masters 1977 et 1981 et de l'US Open 1982, des Ryder Cup 1977, 1981, 1983 et 1993.

### XXesièclede1951à2000
- 1959 :
  - Armin Kogler, sauteur à ski autrichien. Champion du monde de vol à ski 1979. Champion du monde de saut à ski du petit tremplin 1982.
- 1960 :
  - Marco Groppo, cycliste sur route italien.
- 1961 :
  - Bernard Casoni, footballeur puis entraîneur français. Vainqueur de la Ligue des champions 1993. (30 sélections en équipe de France). Sélectionneur de l'Équipe d'Arménie de 2004 à 2005.
- 1962 :
  - Patrice Lagisquet, joueur de rugby à XV puis entraîneur français. Vainqueur du Tournoi des cinq nations 1989. (46 sélections en équipe de France). Vainqueur du Challenge européen 2012. Sélectionneur de l'équipe du Portugal de 2019 à 2023.
- 1963 :
  - John Vanbiesbrouck, hockeyeur sur glace américain.
- 1964 :
  - Robson da Silva, athlète de sprint brésilien. Médaillé de bronze du 200 m aux Jeux de Séoul 1988 et du relais 4 × 100 m aux Jeux d'Atlanta 1996.
  - Maryse Éwanjé-Épée, athlète de sauts en hauteur puis consultante TV et radio française.
  - Tomas Sandström, hockeyeur sur glace suédois. Médaillé de bronze aux Jeux de Sarajevo 1984. Champion du monde de hockey sur glace 1987.
- 1965 :
  - Sergio Momesso, hockeyeur sur glace canadien.
- 1967 :
  - Dezső Szabó, athlète d'épreuves combinées hongrois.
- 1968 :
  - Mike Piazza, joueur de baseball américain.
  - Joey Wright, basketteur puis entraîneur américain.
- 1969 :
  - Ramon Dekkers, boxeur de thaï néerlandais. († 27 février 2013).
  - Inga Tuigamala, joueur de rugby à XIII et ensuite joueur de rugby à XV samoan puis néo-zélandais. (19 sélections avec l'Équipe de Nouvelle-Zélande et 21 avec l'Équipe des Samoa) († 24 février 2022).
- 1971 :
  - Lilian Laslandes, footballeur français. (7 sélections en équipe de France).
  - Mark Knowles, joueur de tennis bahaméen.
  - Maik Taylor, footballeur nord-irlandais. (88 sélections en équipe nationale).
- 1972 :
  - Daniel Nestor, joueur de tennis canadien. Champion olympique du double aux Jeux de Sydney 2000.
- 1973 :
  - Aaron Fultz, joueur de baseball américain.
  - Magnus Johansson, hockeyeur sur glace suédois. Champion du monde de hockey sur glace 2006.
  - Stéphane Lémeret, pilote de courses automobile d'endurance et journaliste belge.
- 1975 :
  - Sergio Ballesteros, footballeur espagnol.
- 1976 :
  - Lise Legrand, lutteuse française. Médaillée de bronze des -63 kg aux Jeux d'Athènes 2004. Championne du monde de lutte des -70 kg 1995 et championne du monde de lutte des -62 kg 1997. Championne d'Europe de lutte des -68 kg 1999 et 2000 puis championne d'Europe de lutte des -67 kg 2002 et 2003.
  - Denílson, footballeur brésilien.
- 1978 :
  - Fabrice Jau, footballeur français.
  - Michael V. Knudsen, handballeur danois. Champion d'Europe de handball masculin 2008 et 2012. Vainqueur de la Coupe EHF 2003. (228 sélections en équipe nationale).
- 1979 :
  - Maksim Afinoguenov, hockeyeur sur glace russe. Médaillé de bronze aux Jeux de Salt Lake City 2002. Champion du monde de hockey sur glace 2008.
  - Kerstin Garefrekes, footballeuse allemande. Médaillée de bronze aux Jeux d'Athènes 2004 et aux Jeux de Pékin 2008. Championne du monde de football féminin 2003 et 2007. Championne d'Europe de football 2005 et 2009. Victorieuse de la Coupe féminine de l'UEFA 2006 et 2008. (130 sélections en équipe nationale).
- 1982 :
  - Annabelle Euranie, judokate française. Médaillée d'argent des -52 kg aux Mondiaux de judo 2003. Championne d'Europe de judo des -52 kg 2003.
  - Mark Lewis-Francis, athlète de sprint britannique. Champion olympique du relais 4 × 100 m aux Jeux d'Athènes 2004. Champion d'Europe d'athlétisme du relais 4 × 100 m 2006.
- 1984 :
  - Jonathan Adam, pilote de courses automobile d'endurance britannique.
  - Konstantine Barouline, hockeyeur sur glace russe.
  - Jelena Popović, handballeuse serbe. Victorieuse de la Coupe Challenge 2007. (112 sélections en équipe nationale).
  - Iva Slišković, basketteuse croate.
- 1985 :
  - Arnaud Assoumani, athlète de sauts en longueur et de triple sauts handisport F46 français. Médaillé de bronze de la longueur aux Jeux d'Athènes 2004, champion olympique de la longueur aux Jeux de Pékin 2008, médaillé d'argent du triple sauts et de la longueur aux Jeux de Londres 2012 puis médaillé de bronze de la longueur aux Jeux de Rio 2016.
  - Mike Brown, joueur de rugby à XV anglais. Vainqueur du Grand Chelem 2016 et 2017 puis du Challenge européen 2011. (72 sélections en équipe nationale).
  - Jaraun Burrows, basketteur bahaméen.
  - Kaillie Humphries, Bobeuse canado-américaine. Championne olympique du bob à deux aux Jeux de Vancouver 2010 et aux Jeux de Sotchi 2014 puis médaillée de bronze aux Jeux Pyeongchang 2018. Championne du monde de bobsleigh à deux 2012, 2013, 2020 et 2021
  - Walid Mesloub, footballeur franco-algérien. (7 sélections avec l'équipe d'Algérie).
  - Andy Meyrick, pilote de courses automobile d'endurance britannique.
  - Matías Russo, pilote de courses automobile d'endurance argentin.
- 1988 :
  - Alexandre Chadrine, footballeur ouzbek. (4 sélections en équipe d'Ouzbékistan). († 21 juin 2014).
  - J. J. Hickson, basketteur américain.
  - Jacinta Monroe, basketteuse américaine.
- 1989 :
  - Elliot Whitehead, joueur de rugby à XIII anglais. (17 sélections en équipe nationale).
- 1990 :
  - Olha Kharlan, sabreuse ukrainienne. Championne olympique par équipes aux Jeux de Pékin 2008, médaillée de bronze en individuelle aux Jeux de Londres 2012,médaillée d'argent par équipes et de bronze en individuelle aux Jeux de Rio 2016 puis championne olympique par équipes et médaillée de bronze en individuelle aux jeux de paris 2024. Championne du monde d'escrime par équipes 2009, en individuelle et par équipes 2013, en individuelle 2014, 2017 et 2019. Championne d'Europe d'escrime en individuelle et par équipes 2009, par équipes 2010, en individuelle 2011, 2012, 2013, 2014 et 2019.
  - Jonny Lomax, joueur de rugby XIII anglais. (11 sélections en équipe nationale).
- 1991 :
  - Mathieu Michel, footballeur français.
- 1992 :
  - Layvin Kurzawa, footballeur français. (13 sélections en équipe de France).
- 1993 :
  - Yannick Ferreira Carrasco, footballeur belge. Vainqueur de la Ligue Europa 2018). (78 sélections en équipe nationale).
  - Aslan Karatsev, joueur de tennis russo-israélien. Médaillé d'argent du double mixte aux Jeux de Tokyo 2020. Vainqueur de la Coupe Davis 2021 avec la Russie.
- 1994 :
  - Catherine Gabriel, handballeuse française. (21 sélections en équipe de France).
  - Cynthia Petke, basketteuse camerounaise.
  - Virginia Torrecilla, footballeuse espagnole. (63 sélections en équipe nationale).
- 1995 :
  - Léna Bousquin, nageuse française. Championne d'Europe de natation en petit bassin du relais 4 × 50 m nage libre 2019.
  - Laurens De Plus, cycliste sur route belge. Champion du monde de cyclisme sur route du contre-la-montre 2018.
- 1996 :
  - Nicolai Vallys, footballeur danois. (1 sélection en équipe nationale).
- 1997 :
  - Gergely Siklósi, épéiste hongrois. Médaillé d'argent en individuel aux jeux de Tokyo 2020. Champion du monde d'escrime à l'épée en individuel 2019. Champion d'Europe d'escrime par équipes 2023.
- 1998 :
  - Sophie Capewell, cycliste sur piste britannique. Championne olympique de la vitesse par équipes aux Jeux de Paris 2024
  - Sofya Fedorova, snowboardeuse russe.
  - Guram Gogichashvili, joueur de rugby à XV géorgien. (41 sélections en équipe nationale).
- 1999 :
  - Frank Magri, footballeur franco-camerounais. (8 sélections avec l'équipe du Cameroun).
  - Zhang Yuting, patineuse de vitesse sur piste courte chinoise. Championne olympique du relais mixte sur 2000 mètres et médaillée de bronze du relais sur 3 000m aux Jeux de 2022 à Pékin.
  - Nozomi Tanaka, athlète de demi-fond japonaise. Championne d'Asie d'athlétisme du 1 500m 2023.

### XXIesiècle
- 2002 :
  - Simon Seidl, footballeur autrichien.
- 2003 :
  - Markus Björkqvist, footballeur suédois.
  - Malcolm Ebiowei, footballeur anglo-nigérian-néerlandais.
  - Tang Muhan, nageuse chinoise. Championne olympique du relais 4 × 200 mètres nage libre aux Jeux de Tokyo 2020.
- 2004 :
  - Moutaz Neffati, footballeur suédois.
  - Kōta Takai, footballeur japonais.
- 2006 :
  - Dominik Pech, footballeur tchèque.

## Décès

### XXesièclede1901à1950
- 1908 :
  - Thomas Judson, 51 ans, joueur de rugby à XV gallois. (2 sélections en équipe nationale). (° 9 juillet 1857).
- 1916 :
  - Jackie Smith, 33 ans, footballeur anglais. (° septembre 1883).
- 1923 :
  - Howdy Wilcox, 34 ans, pilote de courses automobile américain. (° 24 juin 1889).
- 1928 :
  - Fred Bretonnel, 23 ans, boxeur français. (° 11 juin 1905).
- 1930 :
  - Ludovic Morin, 56 ans, coureur cycliste français. (° 25 août 1877).
- 1940 :
  - Howard McNamara, 49 ans, joueur de hockey sur glace canadien. Vainqueur de la Coupe Stanley en 1916 avec les Canadiens de Montréal. (° 3 août 1893).
- 1949 :
  - Paul Chocque, 39 ans, cycliste sur route et sur piste français. Médaillé d'argent de la poursuite par équipes aux Jeux de Los Angeles 1934. (° 14 juillet 1910).

### XXesièclede1951à2000
- 1953 :
  - Magdalon Monsen, 43 ans, footballeur norvégien. Médaillé de bronze lors du tournoi olympique des Jeux de 1936. (5 sélections en équipe nationale). (° 19 avril 1910).
- 1955 :
  - Gus Weyhing, 88 ans, joueur de baseball américain. (° 29 septembre 1866).
- 1956 :
  - Augustin Chantrel, 49 ans, footballeur français. (15 sélections en équipe de France). (° 11 novembre 1906).
- 1962 :
  - William Clothier, 80 ans, joueur de tennis américain. Vainqueur de l'Open de tennis 1906. (° 27 septembre 1881).
- 1964 :
  - Peter Farmer, 77 ans, footballeur et entraîneur écossais. (° 26 octobre 1886).
  - Bror Fock, 76 ans, athlète de fond suédois. Champion olympique du cross par équipes et médaillé d'argent du 3 000 m par équipes aux Jeux de Stockholm 1912. (° 29 mars 1888).
- 1973 :
  - Henri Jeannin, 101 ans, pilote de courses automobile et industriel franco-allemand. (° 21 mai 1872).
- 1977 :
  - Adolphe Jauréguy, 79 ans, joueur de rugby à XV français. (31 sélections en équipe de France). (° 18 février 1898).
- 1986 :
  - Hank Greenberg, 75 ans, joueur de baseball américain. (° 1er janvier 1911).
- 1987 :
  - José Francàs, 71 ans, footballeur espagnol. (° 9 octobre 1915).
- 1989 :
  - Mokhtar Arribi, 65 ans, footballeur puis entraîneur algérien. (° 24 février 1924).
- 1990 :
  - Alceo Lipizer, 69 ans, footballeur italien. (° 8 avril 1921).
- 1997 :
  - Bernard Batillat, 89 ans, rameur en aviron français. Vice-champion d'Europe du deux avec barreur en 1934 et médaillé de bronze du huit aux Championnats d'Europe de 1935. (° 24 janvier 1908).
  - Alfred Kałuziński, 44 ans, handballeur polonais. Médaillé de bronze aux Jeux olympiques d'été de 1976 et au Championnat du monde de 1982. (° 21 décembre 1952).
- 1999 :
  - Emilio Aldecoa, 76 ans, footballeur espagnol. (1 sélection en équipe nationale). (° 30 novembre 1922).
  - Charlie Depthios, 59 ans, haltérophile indonésien. Vice-champion du monde de l'épaulé-jeté en 1970. (° 2 février 1940).
- 2000 :
  - Mihály Mayer, 66 ans, joueur de water-polo hongrois. Champion olympique aux Jeux de 1956 et de 1964, médaillé de bronze aux Jeux de 1960 et de 1968. Champion d'Europe en 1958 et en 1962. (° 27 décembre 1933).

### XXIesiècle
- 2001 :
  - Alfons Mertens, 98 ans, footballeur belge. (1 sélection en équipe nationale). (° 7 avril 1903).
  - Simone Thion de La Chaume, 92 ans, golfeuse française. (° 24 novembre 1908).
- 2002 :
  - Jerome Biffle, 74 ans, athlète américain. Champion olympique du saut en longueur aux Jeux d'été de 1952. (° 20 mars 1928).
- 2004 :
  - George Baird, 97 ans, athlète américain. Champion olympique du relais 4 × 400 mètres aux Jeux d'été de 1928. (° 5 mars 1907).
  - Alphonso Ford, 32 ans, basketteur américain. (° 31 octobre 1971).
  - Moe Norman, 75 ans, golfeur canadien. (° 10 juillet 1925).
- 2006 :
  - Giacinto Facchetti, 64 ans, footballeur italien. Champion d'Europe de football 1968. Vainqueur de la Coupe des clubs champions 1964 et 1965. (94 sélections en équipe nationale). (° 18 juillet 1942).
- 2008 :
  - Joey Giardello, 78 ans, boxeur joueur américain. Champion du monde WBA et WBC des poids moyens entre 1973 et 1975. (° 16 juillet 1930).
  - Tommy Johnston, 81 ans, footballeur écossais. (° 18 août 1927).
- 2009 :
  - Guy Guillabert, 78 ans, rameur en aviron français. Médaillé de bronze duquatre sans barreur aux Jeux olympiques d'été de 1956. (° 28 janvier 1931).
- 2011 :
  - Lee Roy Selmon, 56 ans, joueur américain de football américain. (° 20 octobre 1954).
- 2012 :
  - Manfred Bues, 99 ans, athlète allemand. Champion d'Europe du relais 4 × 100 mètres en 1938. (° 5 août 1913).
  - Milan Vukelić, 76 ans, footballeur yougoslave puis serbe. (3 sélections en équipe nationale). (° 2 janvier 1936).
- 2013 :
  - Ferdinand Biwersi, 79 ans, arbitre de football allemand. (° 24 juin 1934).
  - Stanislav Stepashkin, 73 ans, boxeur soviétique. Champion olympique des poids plumes aux Jeux de Tokyo en 1964. (° 1er septembre 1940).
  - Shinya Taniguchi, 32 ans, nageur japonais. (° 23 mars 1981).
- 2014 :
  - Évelyne Pinard, 91 ans, athlète de javelot française. (° 15 mai 1923).
  - Giovanni Pinarello, 92 ans, cycliste sur route italien. (° 10 juillet 1922).
- 2015 :
  - Antonio Ciciliano, 82 ans, skipper italien. Médaillé de bronze du Dragon aux Jeux olympiques de Rome en 1960. (° 3 novembre 1932).
- 2016 :
  - Zvonko Ivezić, 67 ans, footballeur puis entraîneur yougoslave puis serbe. (4 sélections avec l'équipe de Yougoslavie). (° 17 février 1949).
  - Klaus Katzur, 73 ans, nageur est-allemand. Médaillé de bronze du 400 mètres quatre nages aux Championnats d'Europe de 1966, champion d'Europe du  relais 4 × 100 m quatre nages et vice-champion d'Europe du 200 mètres brasse en 1970 et médaillé d'argent du relais 4 × 100 m quatre nages aux Jeux olympiques de 1972. (° 26 août 1943).
- 2017 :
  - Les McDonald, 84 ans, triathlète britannique. Premier président de la Fédération internationale de triathlon entre 1989 et 2008. (° 30 avril 1933).
- 2018 :
  - Marijan Beneš, 67 ans, boxeur yougoslave puis bosnien. (° 11 juin 1951).
  - Alvin McDonald, 82 ans, joueur de hockey sur glace canadien. (° 18 février 1936).
- 2019 :
  - Pál Berendi, 86 ans, footballeur puis entraîneur hongrois. (18 sélections en équipe nationale). (° 30 novembre 1932).
  - Claude Contis, 80 ans, joueur puis entraîneur de rugby à XV français. (° 15 janvier 1939).
  - Felipe Ruvalcaba, 78 ans, footballeur mexicain. (23 sélections en équipe nationale). (° 16 février 1941).
  - Tevfik Kiş, 85 ans, lutteur turc. Champion olympique des poids mi-lourds aux Jeux de Rome en 1960. champion du monde en 1962 et 1963. Champion d'Europe en 1966 dans la même catégorie. (° 10 août 1934).
- 2020 :
  - Gregory de Vink, 22 ans, cycliste sur route sud-africain. (° 6 juillet 1998).
- 2021 :
  - Albert Giger, 74 ans, fondeur suisse. Médaillé de bronze du relais 4×10 kilomètres aux Jeux olympiques de Sapporo en 1972. (° 7 octobre 1946).